# Bruno Neri
Bruno Neri (Faenza, 12 ottobre 1910 – Marradi, 10 luglio 1944) è stato un calciatore e partigiano italiano, di ruolo centrocampista.

## Biografia
Nato a Faenza il 12 ottobre 1910, in gioventù frequentò l'Istituto Agrario di Imola. Un'esistenza del tutto ordinaria, nel contesto della piccola borghesia italiana dell'epoca, che tuttavia prese una strada totalmente diversa allorché emerse il suo talento per il calcio.
Appassionato di arte e di poesia, fuori dal campo di gioco si dedicava sovente ad incontri culturali con scrittori, poeti ed attori e visitava mostre e musei. Con i proventi dell'attività di calciatore tentò di avviare un'attività imprenditoriale, acquistando a Milano un'officina meccanica dal tenore faentino Antonio Melandri, fino a quando sopraggiunsero i tragici eventi bellici.

## Carriera sportiva

### Giocatore

#### Club
Terzino destro diventato in seguito mediano, esordì nel 1926, a 16 anni, con la maglia della squadra di calcio della sua città, il Faenza. Nel 1929 venne acquistato dalla Fiorentina per 10 000 lire, conquistando con la maglia viola una promozione in Serie A nel 1931 e facendosi apprezzare particolarmente per le sue doti tecniche e agonistiche.
Restò in riva all'Arno fino al 1936, quindi, dopo una parentesi alla Lucchese allenata dall'ungherese Ernest Erbstein, nel 1937 passò al Torino. Militò in maglia granata per tre stagioni, collezionando 65 presenze e una rete. Disputò l'ultima partita il 26 marzo 1940 contro l'Ambrosiana-Inter.
Complessivamente, in massima serie collezionò 219 presenze e due reti.

#### Nazionale
(La Gazzetta dello Sport)
Convocato da Vittorio Pozzo, esordì con la maglia della Nazionale italiana il 25 ottobre 1936 nella partita contro la Svizzera (4-2), valida per la Coppa Internazionale 1936-1938. In azzurro disputò complessivamente 3 partite.

### Allenatore
Terminata la carriera agonistica, assunse la guida tecnica del Faenza nel 1940-1941.

## Carriera militare

### L'attività partigiana e la morte in guerra

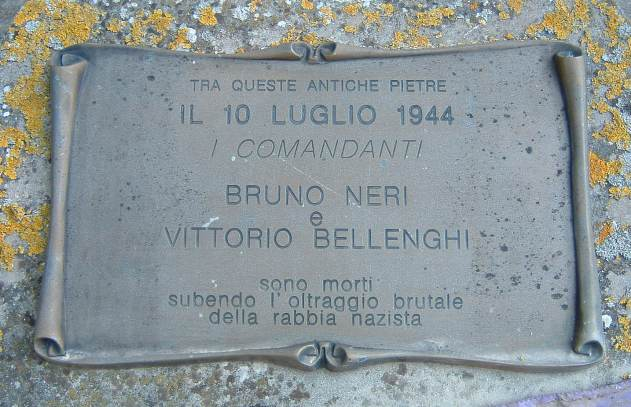
Lapide commemorativa posta sull'Eremo di Gamogna.

Già nel corso dell'esperienza calcistica dimostrò la sua disapprovazione verso il regime fascista. Rimane celebre una sua foto del 1931 nella quale all'inaugurazione dello stadio fiorentino "Giovanni Berta" (successivamente noto come Stadio Artemio Franchi) fu l'unico a non rendere omaggio alle autorità con il saluto romano.
In seguito si avvicinò agli ambienti antifascisti grazie al cugino Virgilio Neri, notaio milanese in contatto con personalità politiche come don Sturzo e il futuro presidente della Repubblica Italiana Giovanni Gronchi. Dopo l'armistizio di Cassibile si arruolò tra le file della Resistenza partigiana.
Vicecomandante del Battaglione Ravenna con nome di battaglia "Berni", era dislocato nella zona compresa tra il campo d'azione del gruppo guidato da Silvio Corbari e la 36ª Brigata Bianconcini, in un'area strategicamente significativa a ridosso della Linea Gotica. L'attività partigiana non gli impedì di tornare ad indossare gli scarpini da calciatore: partecipò, infatti, al Campionato Alta Italia 1944 con la maglia del Faenza.
Cadde in uno scontro con i nazisti avvenuto il 10 luglio 1944 a Marradi nei pressi dell'eremo di Gamogna, sull'Appennino tosco-romagnolo, mentre si recava insieme a Vittorio Bellenghi ("Nico", ex ufficiale del Regio Esercito e comandante del Ravenna) a perlustrare il percorso che avrebbe dovuto condurre il suo battaglione a recuperare un aviolancio alleato sul Monte Lavane.
BRUNO NERI

comandante partigiano

caduto in combattimento

a Gamogna il 10 luglio 1944

dopo aver primeggiato come atleta

nelle sportive competizioni

rivelò nell’azione clandestina prima

nella guerra guerreggiata poi

magnifiche virtù di combattente e di guida

esempio e monito alle generazioni future»
(Iscrizione sulla lapide posta presso la casa faentina di Bruno Neri)

### Tributi
L'11 luglio 1946 il consiglio comunale di Faenza gli intitolò lo Stadio Comunale della Piazza delle Armi. Nel 2017 l'Associazione della Casa della Musica di Faenza insieme alla Regione Emilia-Romagna ha deciso di dedicargli un concorso musicale su brani sul tema della Liberazione per giovani artistiche, tenutosi a dicembre nelle città di Brisighella, Casola Valsenio e Faenza.
In occasione dell'Anniversario della Liberazione 2021 viene celebrato con una figurina speciale dedicata "all'unico giocatore che da combattente della Resistenza fu ucciso dai nazisti".

## Statistiche

### Cronologia presenze e reti in nazionale
| Cronologia completa delle presenze e delle reti in nazionale ― Italia | Cronologia completa delle presenze e delle reti in nazionale ― Italia | Cronologia completa delle presenze e delle reti in nazionale ― Italia | Cronologia completa delle presenze e delle reti in nazionale ― Italia | Cronologia completa delle presenze e delle reti in nazionale ― Italia | Cronologia completa delle presenze e delle reti in nazionale ― Italia | Cronologia completa delle presenze e delle reti in nazionale ― Italia | Cronologia completa delle presenze e delle reti in nazionale ― Italia |
| Data                                                                  | Città                                                                 | In casa                                                               | Risultato                                                             | Ospiti                                                                | Competizione                                                          | Reti                                                                  | Note                                                                  |
| --------------------------------------------------------------------- | --------------------------------------------------------------------- | --------------------------------------------------------------------- | --------------------------------------------------------------------- | --------------------------------------------------------------------- | --------------------------------------------------------------------- | --------------------------------------------------------------------- | --------------------------------------------------------------------- |
| 25-10-1936                                                            | Milano                                                                | Italia                                                                | 4 – 2                                                                 | Svizzera                                                              | Coppa Internazionale                                                  | -                                                                     |                                                                       |
| 13-12-1936                                                            | Genova                                                                | Italia                                                                | 2 – 0                                                                 | Cecoslovacchia                                                        | Amichevole                                                            | -                                                                     |                                                                       |
| 31-10-1937                                                            | Ginevra                                                               | Svizzera                                                              | 2 – 2                                                                 | Italia                                                                | Coppa Internazionale                                                  | -                                                                     |                                                                       |
| Totale                                                                |                                                                       | Presenze                                                              | 3                                                                     |                                                                       | Reti                                                                  | 0                                                                     |                                                                       |

## Palmarès
- Campionato italiano di Serie B: 1

Fiorentina: 1930-1931